# Damian Marley
Damian Robert Nesta "Jr. Gong" Marley (Kingston, 21 de julho de 1978) é um cantor e rapper jamaicano, vencedor de três Grammy's. É o sexto filho  de Bob Marley.
Damian não chegou a conviver muito com o pai, falecido enquanto Damian tinha pouco mais de dois anos, é filho da ex-miss Mundo Cindy Breakspeare. Ele começou sua carreira aos 13 anos, fez parte do grupo The Shepherds, gravou seu primeiro single solo com o nome de "Dj Degree". Em 1996 lançou seu primeiro disco, "Mr. Marley". O segundo, "Halfway Tree" lançado em 2001 deu a ele o Grammy de melhor álbum de reggae. Com "Welcome to Jamrock", Damian alcançou o reconhecimento pela qualidade de seu som.
Damian Marley parte das coordenadas clássicas do reggae para, através da fusão com o R&B, Hip-Hop e Dancehall, criar uma sonoridade própria, com letras fortemente marcadas pela crítica social. Recentemente gravou a música "Cruise Control" em parceria com a cantora norte-americana Mariah Carey, para o mais novo álbum de inéditas da diva, titulado E=MC².
Em Setembro de 2011, foi lançado o 1º álbum da Banda SuperHeavy, do qual Damian é um dos integrantes, juntamente com Mick Jagger, Dave Stewart, Joss Stone e A. R. Rahman.

## Vida pessoal e fé
Damian Marley, nascido Damian Robert Nesta Marley, apelidado de "Jr. Gong", em honra do seu lendário pai, Bob "Tuff Gong" Marley, é um Rastafari e sua música reflete tanto as suas convicções Rastafari, como os princípios orientadores ao amor, ao planeta, e a liberdade para todos os povos. Como viaja a maior parte do ano, sua morada se divide entre Kingston,Miami, Florida e outras cidades,acredita em Haile Selassie

## Discografia
- Mr. Marley (1996)
- Halfway Tree (2001)
- Welcome to Jamrock (2005)
- Mr. Marley Re-Lançado (2007)
- Distant Relatives (2010)
- SuperHeavy (2011)
- Stony Hill (2017)